# Klett-Perthes Verlag

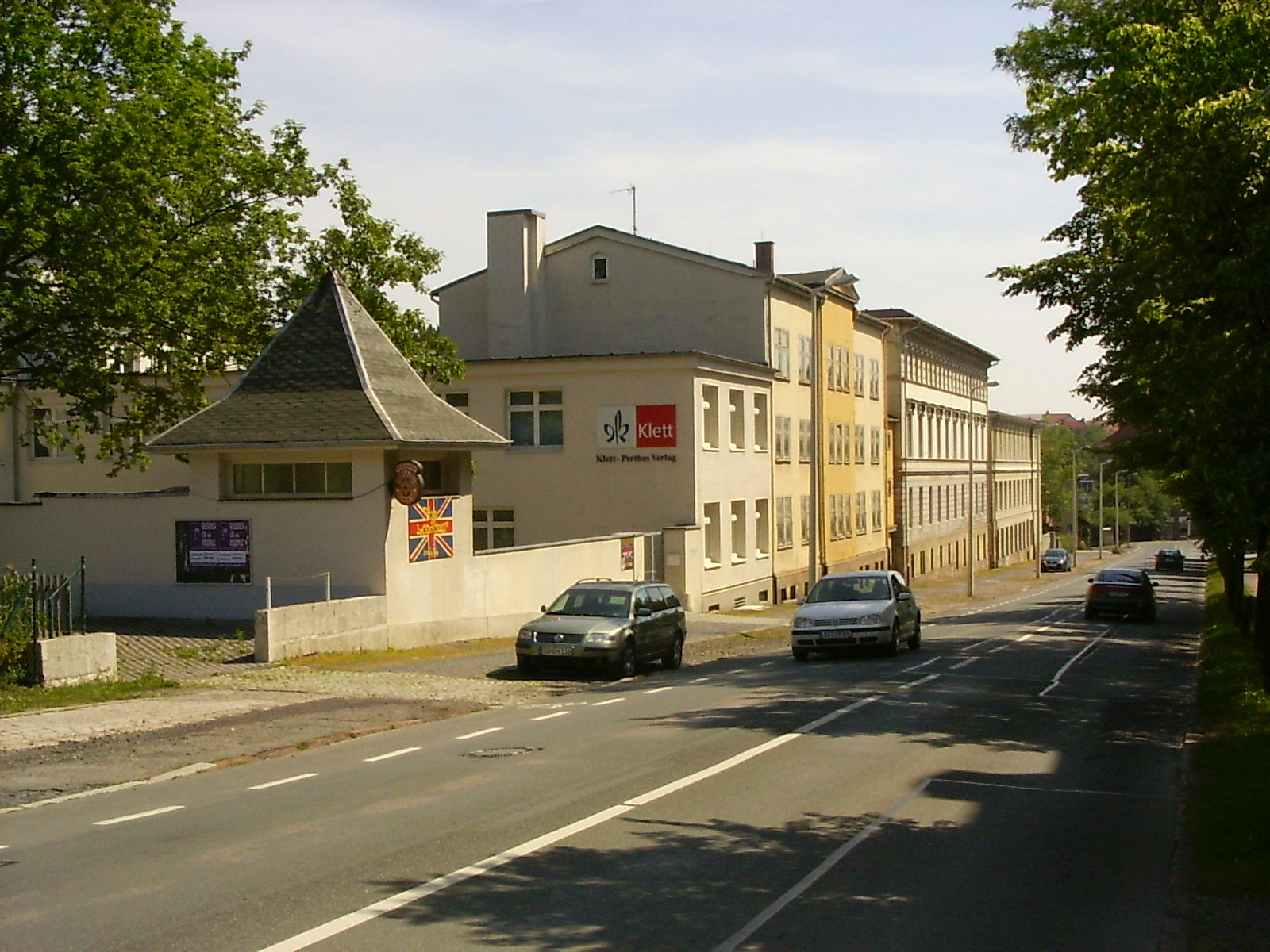
Klett-Perthes Verlag (2006)

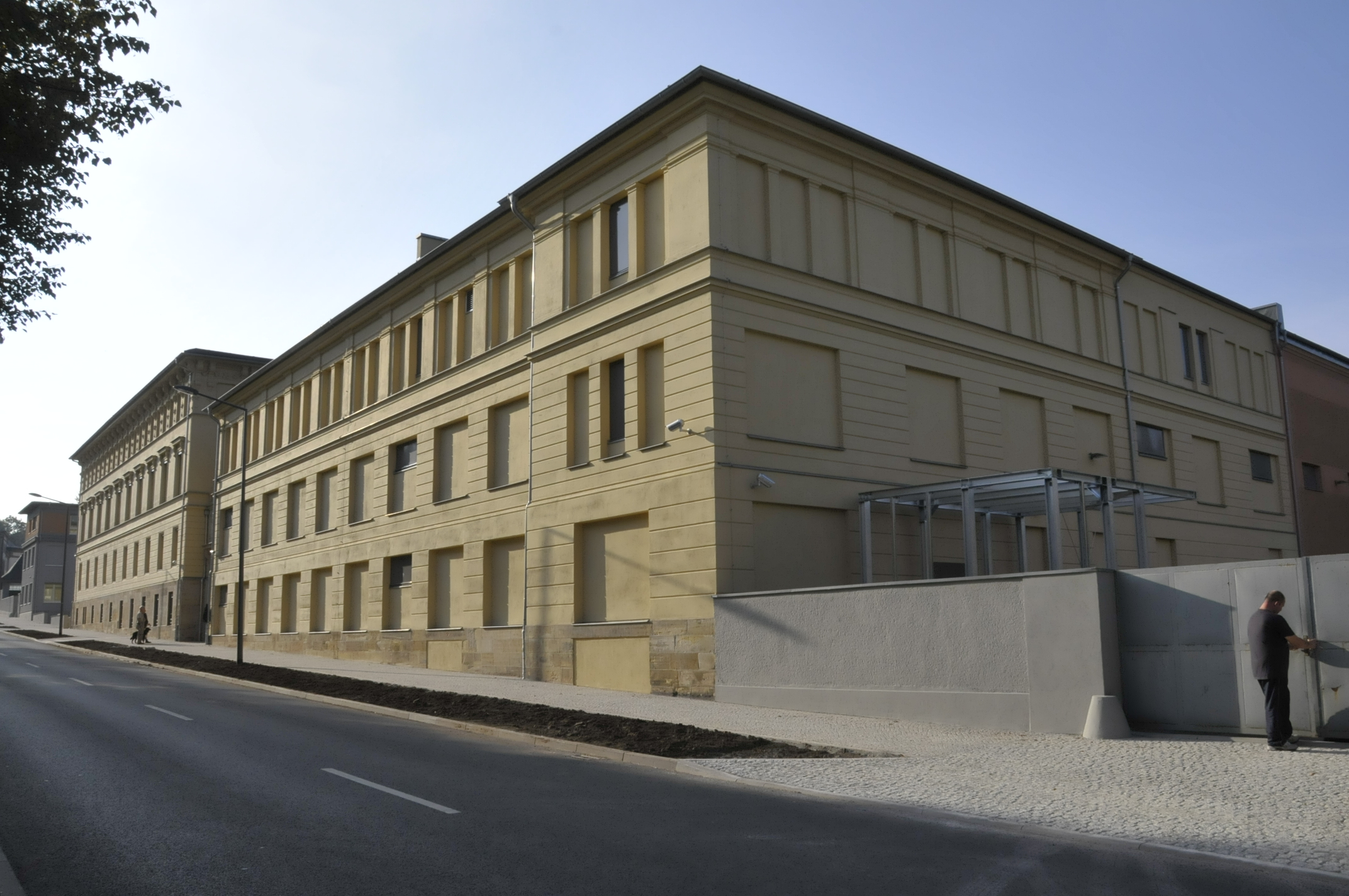
Dito als „Perthes-Forum Gotha“ (2014)

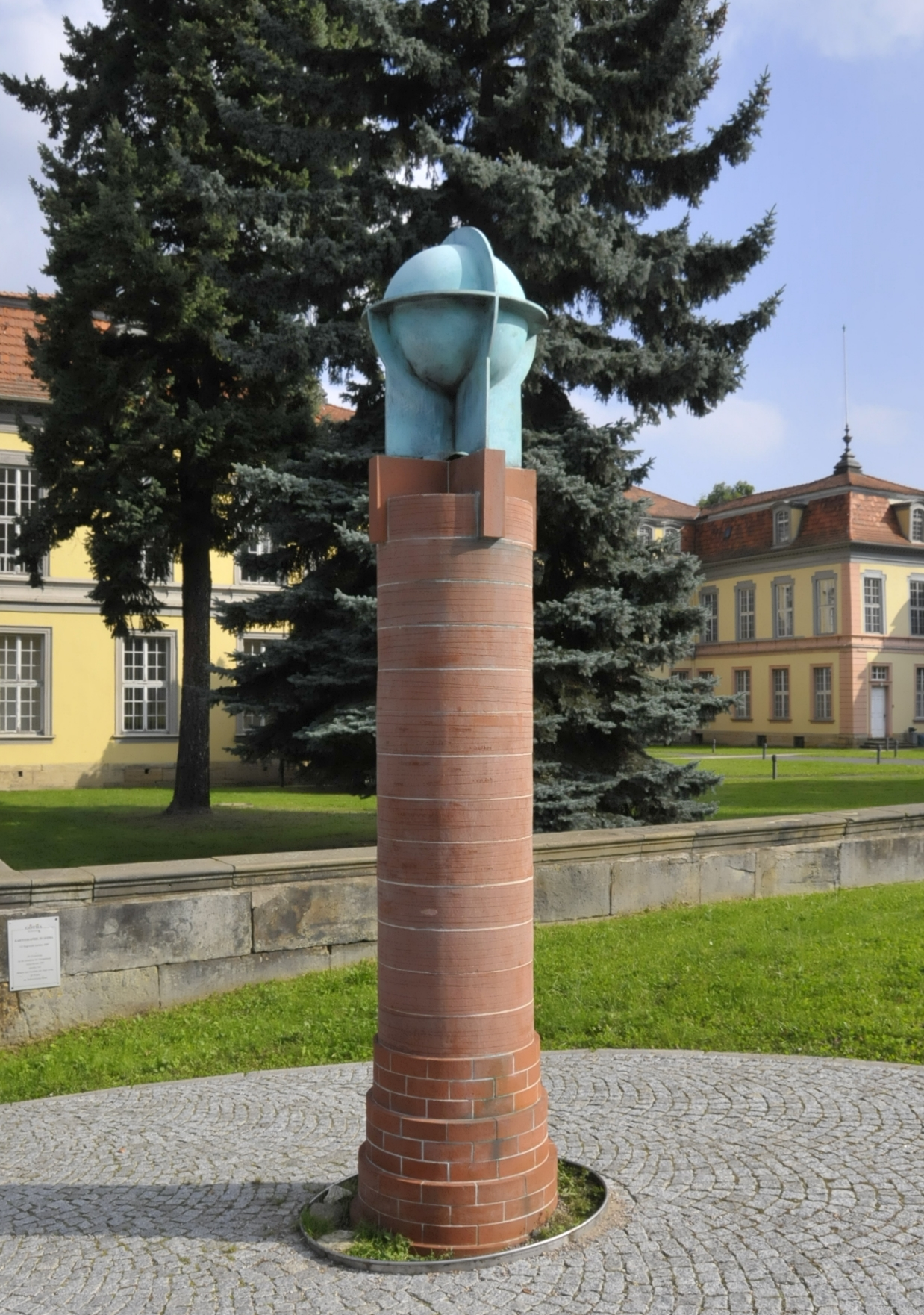
Perthes-Säule

Justus Perthes Verlag ist eine Kurzbezeichnung für heute nicht mehr existierende Verlage in Gotha und Darmstadt.

## Geschichte

### Der von Justus Perthes gegründete Verlag
Johann Georg Justus Perthes gründete im September 1785 in Gotha Justus Perthes’ Verlagsbuchhandlung – später Justus Perthes’ Geographische (Verlags-)Anstalt Gotha. Neben der Herausgabe des Genealogischen Hofkalenders verlegte man Schulwandkarten und Atlanten, später kamen Publikationen im Bereich Wissenschaft und Kartographie hinzu. 1897 trat Hermann Haack in den Verlag ein.
In der NS-Zeit entwickelte sich das Unternehmen kräftig, da im Zuge der Kriegsvorbereitungen und ab 1939 während des Zweiten Weltkrieges Karten reichlich gebraucht wurden. Am 4. April 1945 besetzten US-amerikanische Truppen Gotha und veranlassten die Schließung des Verlages. Im Juli übernahmen sowjetische Truppen die Stadt und gestatteten am 6. September 1945 die Wiederaufnahme der Arbeit in der Druckerei. Am 2. April 1947 erhielt dann auch der Verlag eine neue Lizenz. Ende der 1940er Jahre arbeiteten bereits über 200 Mitarbeiter im Unternehmen, vorwiegend in der Druckerei.

### Deutsche Teilung
Der Verlag wurde im Dezember 1952 durch den Rat der Stadt Gotha (DDR) entschädigungslos enteignet. Das Stammhaus Justus Perthes Gotha wurde zwangsverstaatlicht und als Volkseigener Betrieb (VEB Justus Perthes Gotha) fortgeführt. Daraufhin gründeten im April 1953 Joachim Justus Perthes und sein Sohn Wolf-Jürgen Perthes in Darmstadt die Justus Perthes Geographische Verlagsanstalt Darmstadt als Rechtsnachfolger des enteigneten Gothaer Stammhauses.
Der Verlag in Gotha wurde im Oktober 1955 in VEB Hermann Haack Geographisch-Kartographische Anstalt Gotha umbenannt. Das Unternehmen produzierte Atlanten, Wand- und Handkarten, wissenschaftliche Literatur und kartographische Fachzeitschriften. Im Jahr 1988 erschienen 123 Titel, hiervon zwölf Bücher; der Umsatz betrug 18,5 Mio. Mark der DDR, der Gewinn 3,5 Mio. Mark. Im Verlag waren mehr als 250 Mitarbeiter beschäftigt.

### Entwicklung ab 1990
Anfang 1990 kam es zu einer ersten gemeinsamen Absichtserklärung des Haack-Verlages in Gotha und des Westermann-Verlages aus Braunschweig; sobald dies rechtlich möglich sei solle sich Westermann mit 50 % an Haack beteiligen. Dies rief den Perthes-Verlag in Darmstadt auf den Plan, ein direkter Konkurrent Westermanns. Stephan Justus Perthes bekam in Gotha Hausverbot; ein Rechtsstreit zwischen Perthes und Westermann brachte bis zur Währungs-, Wirtschafts- und Sozialunion zwischen DDR und BRD keine Klarheit. Anfang Juli 1990 sprach sich die Belegschaft des Verlages in Gotha zu 80 % gegen den Kurs der Verlagsleitung und deren favorisierte Kooperation mit Westermann aus. Die Verlagsleitung trat daraufhin zurück; Stephan Justus Perthes wurde eingeladen, seine Vorstellungen darzulegen. Nach den Verhandlungen zum Verkauf des Verlages erhielt Stephan Justus Perthes das Gothaer Stammhaus am 19. März 1992 schließlich wieder zurück. Im April 1992 verkaufte Perthes den Gothaer Verlag zusammen mit dem Justus Perthes Geographische Verlagsanstalt Darmstadt an den Ernst Klett Schulbuchverlag. Der Verlag firmierte neu als Justus Perthes Verlag Gotha GmbH und wurde 1994 in Gotha zusammengeführt mit Justus Perthes Geographische Verlagsanstalt Darmstadt.
2003 wurde die Firmierung der nun 100-prozentigen Gothaer Klett-Tochtergesellschaft in Klett-Perthes Verlag GmbH geändert.
2008 firmierte die Klett-Perthes Verlag GmbH in Gotha erneut um in Ernst Klett Verlag GmbH, Zweigniederlassung Gotha, Programmbereich Klett-Perthes. Damit erlosch nach fast 223 Jahren der bis dahin stets firmenrechtlich selbständige Verlag mit dem Namen bzw. Namensbestandteil Justus Perthes am Standort Gotha – bis dahin einer der ältesten Verlage in Deutschland.
Zum 31. März 2016 wurde die Ernst Klett Verlag GmbH, Zweigniederlassung Gotha geschlossen und zum Ernst Klett Verlag, Zweigniederlassung Leipzig verlagert. Damit erloschen auch die letzten verlegerischen Aktivitäten des ehemaligen Hauses Justus Perthes, nach mehr als 230 Jahren in Gotha und 24 Jahre nach der Übernahme durch den damaligen Ernst Klett Schulbuchverlag, Stuttgart.

### Gegenwart
Im Jahre 2010 wurde an der Ecke Justus-Perthes-/Friedrichstraße eine etwa 2,50 m hohe Säule des Aachener Künstlers Ulf Hegewald aufgestellt, die von einem Globus bekrönt ist. Auf dem runden Körper sind die Namen einiger bekannter Geographen und Kartographen eingraviert, die im Verlag Justus Perthes Gotha tätig waren.
Der ehemalige Verlagskomplex in der Justus-Perthes-Straße 3–9 in Gotha wurde von 2012 bis 2014 umgebaut zum „Perthes-Forum“. Es dient als neues zentrales Depot- und Archivgebäude für umfangreiche Bestände der Stiftung Schloss Friedenstein, des Thüringischen Staatsarchivs Gotha und der Forschungsbibliothek Gotha (inkl. der Sammlung Perthes Gotha). Die Baumaßnahmen (rund 11.000 m², € 18,2 Mio. Baukosten) wurden gefördert durch den EFRE-Fond der EU, die Bundesrepublik Deutschland, den Freistaat Thüringen und die Stadt Gotha.

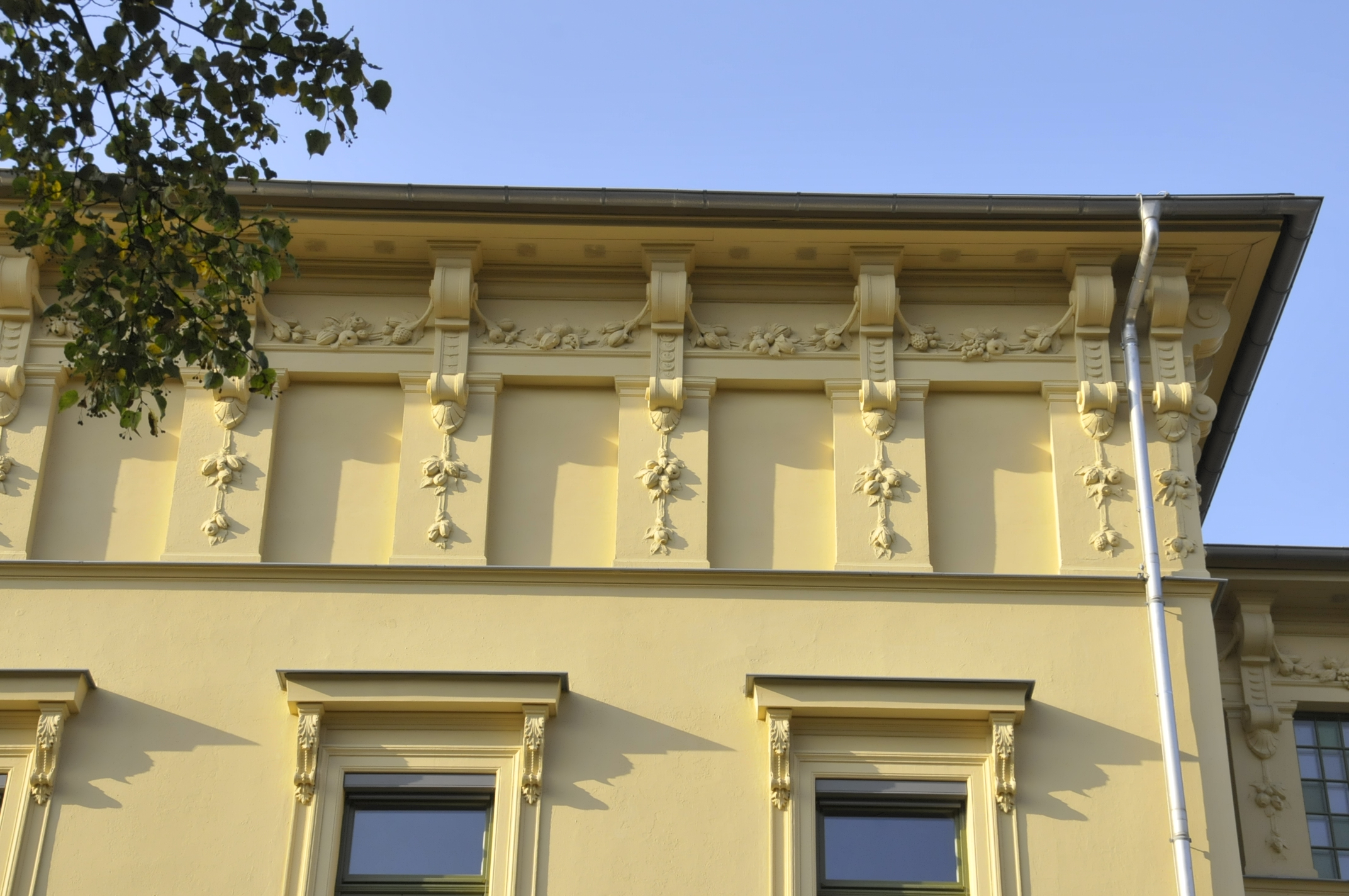
Perthes-Forum, Detail
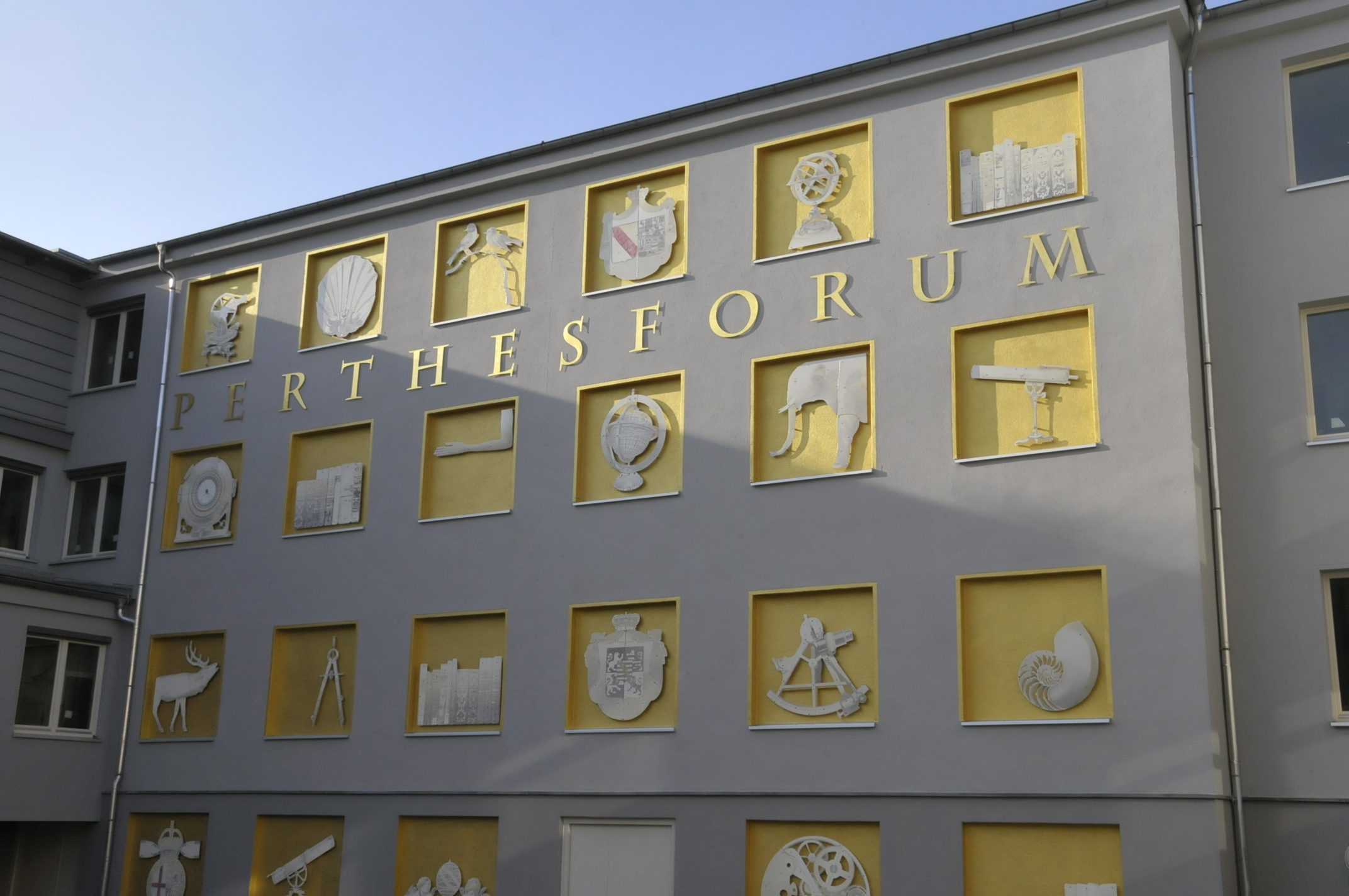
dito, Detail

### Der VerlagFriedrich Perthes in Hamburg
Friedrich Christoph Perthes, Neffe von Justus Perthes, gründete 1822 den Verlag Friedrich Perthes in Hamburg, der später in Gotha ansässig war. Dieser wurde 1843 zusammengeführt mit einem von seinem Sohn Andreas Hansa Traugott Perthes 1840 in Gotha gegründeten Verlag unter Umbenennung in Friedrich & Andreas Perthes. 1854 erfolgte eine weitere Umbenennung in Verlag Friedrich Andreas Perthes und 1903 in Friedrich Andreas Perthes A.G. 1937 wurde der Verlag aufgelöst.